# Reserva Estratégica de Petróleo (Estados Unidos)

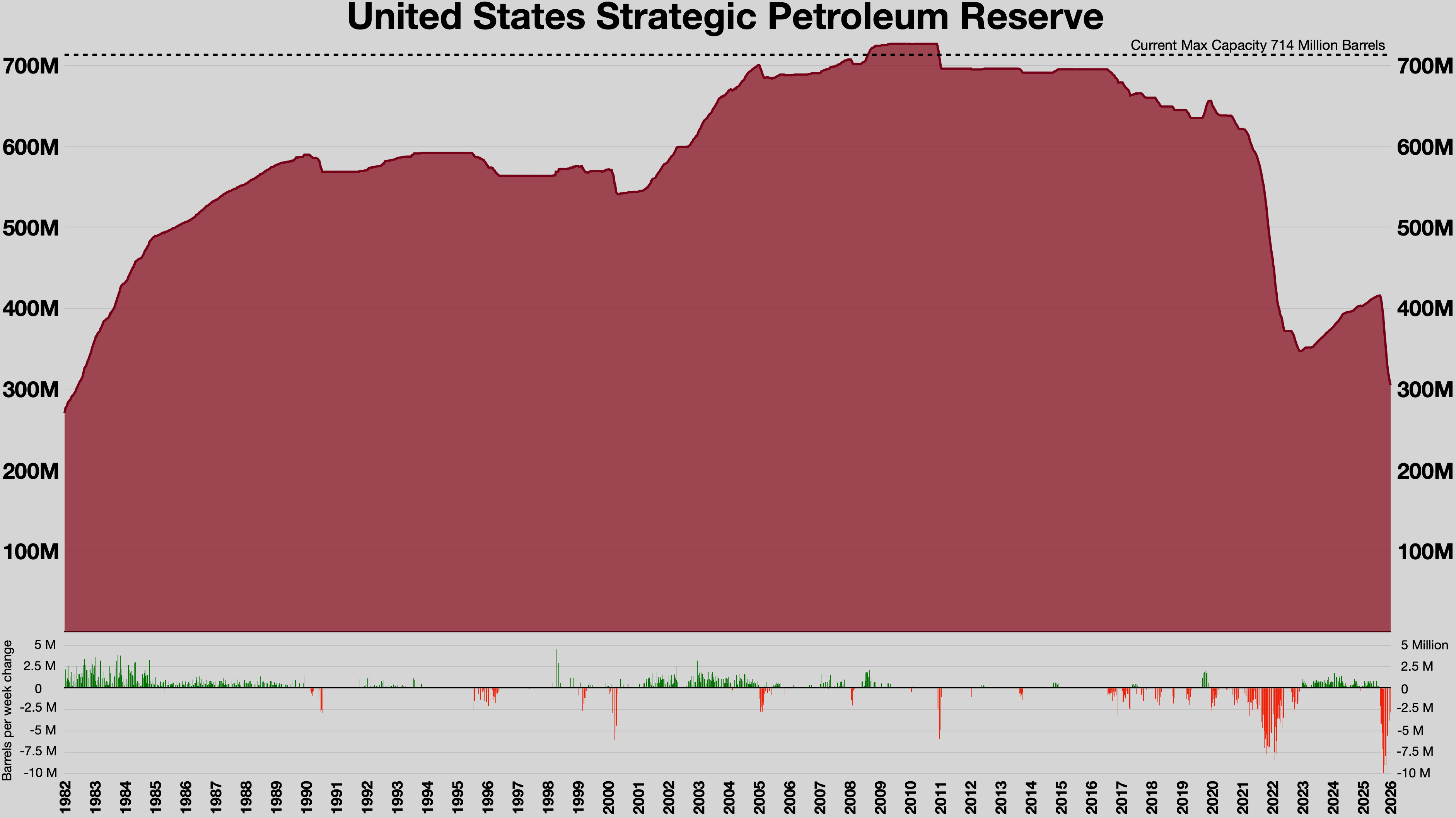
Puntos de datos semanales desde 1982 Barril de petróleo
Barriles de petróleo

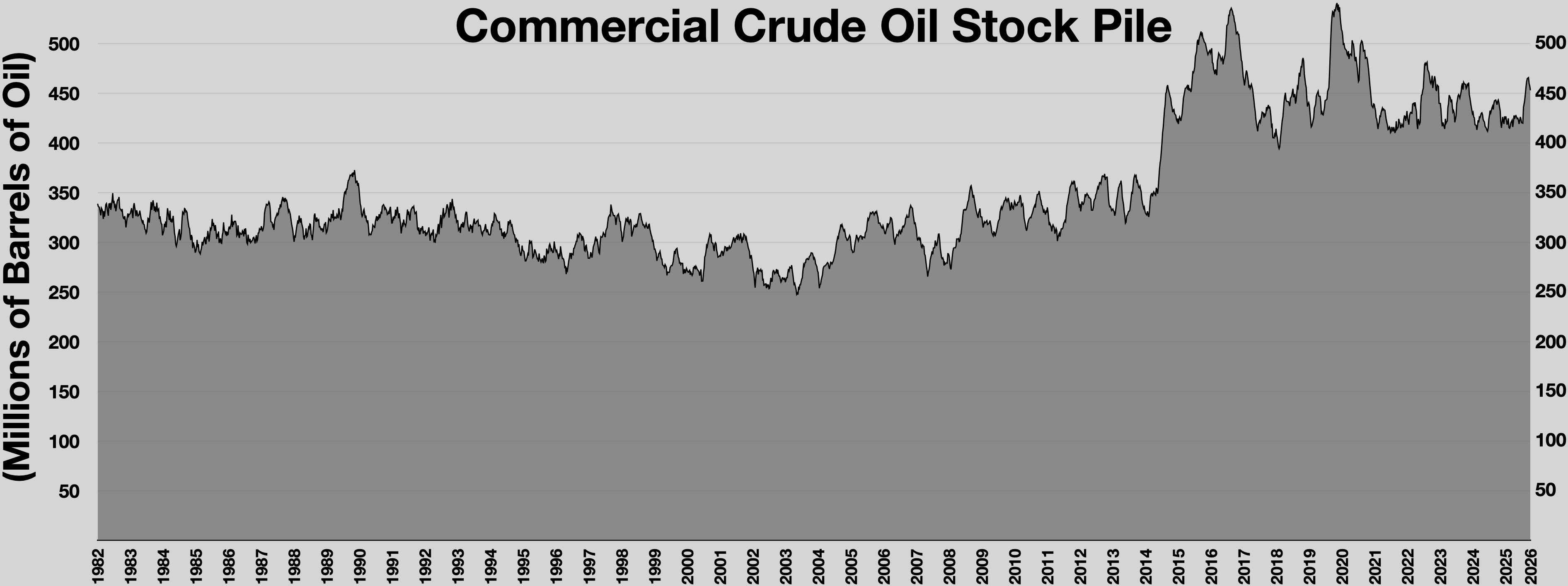
Estabilidad de las reservas comerciales de crudo

La Reserva Estratégica de Petróleo (SPR) es una reserva de emergencia de petróleo mantenida por el Departamento de Energía de Estados Unidos (DOE). Es la mayor reserva de emergencia conocida públicamente en el mundo; sus tanques subterráneos en Luisiana y Texas tienen capacidad para 714 millones de barriles (113 500 000 m³) Estados Unidos puso en marcha la reserva de petróleo en 1975 para mitigar futuras interrupciones del suministro como parte del Acuerdo internacional sobre un Programa Energético Internacional, tras la interrupción del suministro de petróleo durante el embargo de 1973-1974.
El inventario actual está mostrado en el SPR  sitio web. A 2025  de marzo del  07 , 2025[actualización], el inventario era 95,3 millones de barriles  (62 850 000 m³). Esto equipara a aproximadamente 19 días de óleo en 2023 EE. UU. diarios niveles de consumo de 20,275 millones de barriles por día (3 223 500 m³/d) o 47 días de óleo en 2024 EE. UU. diarios niveles de importación de 8.420 millones de barriles por día (1 338 700 m³/d). Aun así, la capacidad de retirada total máxima del SPR es sólo 4,4 millones de barriles por día (700 000 m³/d), así que  tomaría aproximadamente 90 días para utilizar el inventario entero. En precios de lonja reciente ($66 un barril como de Marcha 2025), el SPR controles sobre $9.5 mil millones en crudo dulce y aproximadamente $12.9 mil millones en crudo ácido (asumiendo un $15/descuento de barril para contenido de azufre).  En 2012, el valor total del crudo en el SPR era aproximadamente $43,5 mil millones, mientras el precio pagado para el óleo era $20,1 mil millones (una media de $28,42 por barril).
Desde 2015, el Congreso ha estado vendiendo el petróleo de la reserva para financiar el déficit, en ventas no publicitadas. El Departamento de Energía de Estados Unidos ha realizado siete ventas desde 2017, vendiendo más de 132 millones de barriles, o aproximadamente el 18,2% de lo que había en la reserva.
El 31 de marzo de 2022, el presidente Joe Biden anunció que su administración liberaría 1 millón de barriles de petróleo por día de la reserva durante los próximos 180 días, vendiéndolo a un precio promedio de $96 por barril. El lanzamiento de 2022 se convirtió en la mayor venta de SPR y redujo la SPR a sus niveles más bajos en 40 años. Después de que los precios del petróleo cayeran durante la segunda mitad del año, en diciembre la administración anunció que comenzaría a reponer el SPR a principios de 2023, esperando comprar petróleo a un precio más bajo de lo que se vendió, un proceso que tomaría meses o años para completar. La administración Biden continuó liberando reservas en 2023, vendiendo el 45% de la SPR para septiembre de 2023. El Departamento de Energía reveló planes para comprar petróleo a un precio de 79 dólares por barril o menos, pero desde entonces ha comprado petróleo a precios más altos. A partir de abril de 2024, se cancelaron más compras debido al aumento de los precios del petróleo.
Según la legislación ya vigente, la cantidad de petróleo en la reserva podría reducirse a sólo 238 millones de barriles en 2028. Esto representará una reducción del 67% del petróleo en las reservas desde 2010.

## Las instalaciones

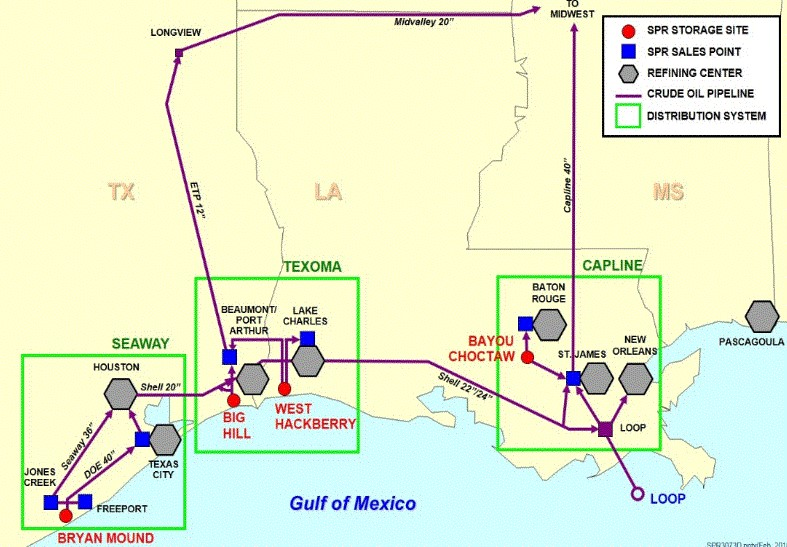
Reservas estratégicas de petróleo, Estados Unidos, 2018.

La oficina de gestión de SPR se encuentra en Elmwood, Luisiana, un suburbio de Nueva Orleans. 
La reserva se almacena en cuatro emplazamientos del Golfo de México, cada uno de ellos situado cerca de un importante centro de refinado y procesamiento petroquímico. Cada emplazamiento contiene una serie de cavernas artificiales creadas en cúpulas de sal bajo la superficie.
Las cavernas individuales de un yacimiento pueden estar hasta 1000 m (3300 pies) por debajo de la superficie. Sus dimensiones medias son de 60 m de ancho y 600 m de profundidad, y su capacidad oscila entre 6 y 37 millones de barriles (950 000 y 5 880 000 m³). Se gastaron casi 4000 millones de dólares en las instalaciones. La decisión de almacenar en cavernas se tomó para reducir costes. El Departamento de Energía afirma que es aproximadamente diez veces más rentable almacenar el petróleo bajo la superficie, con las ventajas añadidas de que no hay fugas y el petróleo se remueve de forma natural y constante debido al gradiente de temperatura en las cavernas. Las cavernas se crearon perforando y disolviendo la sal con agua.

### Las actuales
- Bryan Mound: Freeport, Texas. 20 cuevas con una capacidad de almacenamiento de 254 millones de barriles (40.400.000 m) con una capacidad para extraer 1.5 millones de barrilos (240.000 m) por día.[17][18]
- Winnie, Texas. Tiene una capacidad de 160 millones de barriles (25.000.000 m) con una capacidad de extracción de 1,1 millones de barrilos (170.000 m) por día.
- West Hackberry: Lago Charles, Luisiana. Tiene una capacidad de 227 millones de barriles (.100.000 m) con una capacidad de extracción de 1,3 millones de barrilos (210.000 m³) por día.[18]
- Bayou Choctaw: Baton Rouge, Luisiana. Tiene una capacidad de 76 millones de barriles (12.100.000 m) con una tasa máxima de extracción de 550.000 barriles (87.000 m) por día.

- Richton, Misisipi: Esta instalación, si se construyera como se planeaba, habría tenido una capacidad de 160 millones de barriles (25.000.000 m) con una capacidad de extracción de 1 millón de barriles (160.000 m) por día.[18] El ex secretario de Energía Samuel Bodman anunció la creación de este sitio en febrero de 2007.[19] A partir de 2008, este sitio se enfrentaba a cierta oposición.[20] Según el DOE: "Las actividades hacia el objetivo de la expansión de la SPR a mil millones de barriles, según lo dirigido por el Congreso en la Ley de 2005, fueron canceladas en 2011 después de que el Congreso rescindía todos los fondos restantes de expansión".[21]

### Jubilado
- Isla de las semanas:, Luisiana (desmantelada en 1999): Capacidad de 72 millones de barriles (11.400.000 m). Esta instalación era la mina de sal convencional y de pilares cerca de la superficie, anteriormente propiedad de Morton Salt. En 1993, se formó un agujero en el sitio, permitiendo que el agua dulce entrara en la mina. Debido a que la mina estaba construida en yacimientos de sal, el agua dulce erosionaría el techo, lo que podría causar que la estructura fallara. La mina estaba repleta de sal sal salina saturada. Este proceso, que permitió la recuperación del 98% del petróleo almacenado en la instalación, redujo el riesgo de una mayor intrusión de agua dulce y ayudó a evitar que el aceite restante se filtrara al acuífero que se encuentra sobre la cúpula salada.

## Historia
El SPR se creó después de la Crisis energética de 1973. El 18 de noviembre de 1974, Estados Unidos se convirtió en un signatario del Acuerdo sobre un Programa Internacional de Energía (IEP) y miembro fundador de la Agencia Internacional de Energética que el IEP estableció. Uno de los compromisos clave asumidos por los signatarios del tratado es mantener reservas de petróleo de no menos de 90 días de importaciones netas.
El acceso a la reserva se determina por las condiciones que figuran en la Ley de Política y Conservación de la Energía de 1975 (EPCA), principalmente para contrarrestar una interrupción grave del suministro. La tasa máxima de, por limitaciones físicas, es de 4,4 millones de barriles por día (700.000 m/d). El petróleo podría comenzar a entrar en el mercado 13 días después de una orden presidencial. El Departamento de Energía dice que tiene aproximadamente 59 días de protección de importación en el RSP. Se estima que esto, combinado con la protección de los inventarios del sector privado, equivale a 115 días de importación.
El 22 de diciembre de 1975 se adoptó la política de que Estados Unidos estableciera una reserva de petróleo de hasta mil millones de barriles (159 millones de m³). En 1977 se adquirieron varios almacenes existentes. La construcción de las primeras instalaciones superficiales comenzó en junio de 1977.  21 de julio de 1977, el primer petróleo - aproximadamente 412.000 barriles (65.500 m) de crudo ligero saudí - fue entregado a la RPS. En el año fiscal 1995 se suspendió la gestión de Fill para dedicar recursos presupuestarios a la renovación del equipo de RSP y a la extensión de la vida útil del complejo.

### Acciones internas
1 de noviembre de 2001, poco después de, el presidente George W. Bush anunció que el SPR se llenaría, diciendo: "La Reserva Estratégica de Petróleo es un elemento importante de la seguridad energética de nuestra nación. Para maximizar la protección a largo plazo contra las interrupciones del suministro de petróleo, estoy ordenando al secretario de Energía que llene el SPR hasta su capacidad de 700 millones de barriles (110.000.000 m). En  momento de la directiva del presidente Bush, el SPR contenía alrededor de 545 millones de barriles (86.600.000 m). Desde la directiva de 2001, la capacidad de la RPS ha aumentado en 27 millones de barriles (4.000 m³) debido a la ampliación natural de las cuevas de sal en las que se almacenan las reservas. La  ha dado desde entonces instrucciones al Secretario de Energía para llenar el SPR a la capacidad autorizada de 1 mil millones de barriles (160.000.000 m), un proceso que requerirá una expansión física de las instalaciones de la Reserva.
17 de agosto de 2005, el SPR alcanzó su objetivo de 700 millones de barriles (110.000.000 m). Aproximadamente el 60% del petróleo crudo de la reserva es la variedad menos ácida (alto contenido El azufre) deseada. El petróleo entregado a la reserva es petróleo "realista en especie" - regalías debidas al gobierno de los Estados Unidos por operadores que adquieren arrendamientos en la plataforma continental exterior de propiedad federal en el Golfo de México. Estas regalías se recaudaron previamente en efectivo, pero en 1998 el gobierno comenzó a probar la eficacia de recaudar regalías "en especie" - o en otras palabras, adquirir el propio petróleo crudo. Este mecanismo fue adoptado cuando comenzó el reabastecimiento del RRS, y una vez que se haya completado el reabate, los ingresos de la venta de futuros derechos de autor se pagarán al tesoro federal.
El 25 de abril de 2006, el presidente Bush anunció la suspensión temporal de los depósitos de petróleo en la RPS como parte de un programa de cuatro puntos para aliviar los altos precios del combustible. 
El 23 de enero de 2007, el presidente Bush sugirió en su discurso sobre su Estado de la Unión que el Congreso debería aprobar la expansión de la capacidad de reserva actual al doble de su nivel actual.
El 16 de mayo de 2008, el Departamento de Energía de Estados Unidos (DOE) dijo que suspendería todas las entregas a la Reserva Estratégica de Petróleo en algún momento de julio. Este anuncio se hizo días después de que el Congreso votara para ordenar a la administración Bush que hiciera lo mismo.
2 de enero de 2009, después de una fuerte caída en los precios de los combustibles, el DOE dijo que comenzaría a comprar aproximadamente 12.000.000 barriles (1.900.000 m) de petróleo crudo para llenar la Reserva Estratégica de Petróleo, reponiendo los suministros que se vendieron después de los huracanes Katrina y Rita en 2005. La compra se financiaría con los aproximadamente $600 millones recibidos de esas ventas de emergencia.
El 9 de septiembre de 2011, se publicó un Aviso de Cancelación en el Registro Federal después de que el Congreso rescindiera la financiación para la expansión de la Reserva Estratégica de Petróleo, revirtiendo la iniciativa de expansión de la SPR previamente ordenada bajo la Ley de Política Energética de 2005.
El 20 de octubre de 2014, un informe de la Oficina de Responsabilidad del Gobierno de los Estados Unidos (GAO) recomendó reducir el tamaño de la Reserva. Según el informe, la cantidad de petróleo en reserva excede la cantidad requerida para mantenerse a mano, dado que la necesidad de petróleo crudo importado ha disminuido en los últimos años. El informe dijo que el DOE estuvo de acuerdo con la recomendación de GAO.
El 19 de marzo de 2020, el presidente Donald Trump ordenó al Departamento de Energía que llenara la Reserva Estratégica de Petróleo a la máxima capacidad, cuando el precio del petróleo era de $24 por barril. Esta directiva fue dada para ayudar a apoyar a los productores nacionales de petróleo dado el inminente colapso económico por COVID-19 y caídas extremas en los mercados internacionales de petróleo. Sin embargo, el Congreso bloqueó la financiación, con el líder demócrata del Senado Chuck Schumer declarando que los demócratas habían bloqueado un "rescate para el gran petróleo".
En 2022, la administración Biden vendió 180 millones de barriles de petróleo de la Reserva Estratégica de Petróleo durante 6 meses. La venta redujo el SPR a sus niveles más bajos en 40 años y fue la mayor liberación de petróleo de la SPR. Las reducciones de RRS continuaron hasta 2023, reduciendo el RRS en un 45% desde enero de 2021. Desde las ventas de 2022, el Departamento de Energía compró 32.3 millones de barriles de petróleo, con el objetivo de comprar a un precio máximo de $ 79 por barril. Sin embargo, el petróleo se ha comprado por encima del límite de precios de 79 dólares en marzo de 2024. A partir de abril de 2024, se cancelaron otras compras de SPR debido al aumento de los precios del petróleo.

### Ventas de emergencia a Israel
Según el Acuerdo Provisional del Sinaí de 1975 firmado por Estados Unidos e Israel, como condición previa para la devolución por parte de Israel de la península del Sinaí y sus reservas de petróleo asociadas a Egipto, en caso de emergencia Estados Unidos estaba obligado a poner petróleo a disposición de Israel para su venta durante un máximo de cinco años. Israel nunca ha invocado el acuerdo[cita requerida], sin embargo. El acuerdo se prorrogó en 1979, 1994, 2004 y, más recientemente, en 2015 por un período de diez años.

### Obligaciones internacionales
Como miembro de la Agencia Internacional de Energía (AIE), Estados Unidos debe almacenar una cantidad de petróleo equivalente al menos a 90 días de importaciones estadounidenses. El SPR contenía el equivalente a 141 días de importaciones a septiembre de 2016. Estados Unidos también está obligado a contribuir con el 43,9% del petróleo en cualquier liberación coordinada por la AIE.

## Limitaciones
La Reserva Estratégica de Petróleo es principalmente una reserva de petróleo crudo, no una reserva de combustibles derivados del petróleo refinados como gasolina, diésel y queroseno. Si bien Estados Unidos mantiene algún suministro adicional de combustibles refinados de petróleo, por ejemplo, la Reserva de Combustible para Calefacción Doméstica del Noreste y la Reserva de Suministro de Gasolina del Noreste bajo la égida del Departamento de Energía (DOE), el gobierno no mantiene reservas de gasolina de una escala que se acerque a la SPR. El SPR tiene como objetivo brindar protección a Estados Unidos contra interrupciones en el suministro de petróleo. En caso de una interrupción importante de las operaciones de refinería, Estados Unidos tendría que recurrir a los miembros de la Agencia Internacional de Energía que almacenan productos refinados y utilizar las capacidades de refinación fuera del territorio continental de Estados Unidos para brindar alivio.
Se ha sugerido que el Departamento de Energía debería aumentar sus suministros y almacenar tanto gasolina como combustible para aviones. Algunos países y zonas tienen una reserva estratégica tanto de petróleo como de productos derivados del petróleo. En algunos casos, esto incluye una reserva estratégica de combustible para aviones.
El ex Secretario de Energía, Samuel Bodman, dijo que el Departamento consideraría nuevas instalaciones para productos refinados como parte de una expansión de 1 a 1.500 millones de barriles (160.000.000 a 240.000.000 m³). [cita necesaria]

## Reducciones

### Ventas de petróleo - Antes de 2015
- 1985: Venta de ensayo - 1,1 millones de barriles (170.000 m)
- 1990-1991: Venta de  - 21 millones de barriles (.300.000 m³) 
  - 4 millones de barriles (640 000 m³) en la venta de prueba de octubre de 1990[39]
  - 17 millones de barriles (2 700 000 m³) en enero de 1991 ordenado por  presidente
- 1996-1997: 28 millones de barriles (4 500 000 m) de ventas no urgentes para reducir  déficit
- Julio-Agosto 2000: 2,8 millones de barriles (450.000 m³) para abastecer la Reserva de Petróleo de Calentamiento de Hogares d Noreste.
- Septiembre-octubre de 2000:  millones de barriles (4,800.000 m³) en respuesta a la preocupación por los bajos niv de destilado en el noreste de los Estados Unidos
- 2005 Venta d: 11 millones de barriles (1 700 000 m³) - Katrina cerró el 95% de la producción de crudo y el 88% de la producción del gas natural en el Golfo de México. Esto ascendió a un cuarto de la producción total de los Estados Unidos. Alrededor de 735 plataformas y plataformas de petróleo y gas natural habían sido evacuadas debido al huracán.
- Venta de la  2011:  millones de barriles (4 800 000 m³) - venta no de emergencia para compensar las interrupciones causadas por los trastornos políticos en Libia y en otras partes del Medio Oriente. La cantidad fue igualada por los países de la, para un total de 60 millones de barriles (9 500 000 m³) liberados de las reservas de todo el mundo.[40]

### Intercambios y préstamos de petróleo
Nota: Los préstamos se otorgan caso por caso para aliviar las interrupciones del suministro. Una vez que las condiciones vuelvan a la normalidad, el préstamo se devuelve a la SPR con petróleo adicional como interés.
- Abril-Mayo 1996: 900.000 barriles (140.000 m) prestados a ARCO para aliviar  bloqueo del oleoducto.
- Agosto 1998: 11 millones de barriles (1.700.000 m³) prestados a  a cambio de 8,5 millones de barrilas (1..000 m³) de crudo de mayor calidad.
- Junio 2000: 1 millón de barriles (160.000 m³) prestados a Citgo y Conoco en respuesta al bloqueo d canal de envío.
- Octubre de 2002: 296.000 barriles (47.100 m³) prestados a Sh Pipeline Company antes del huracán Lili
- Septiembre-octubre de 2004: 5,4 millones de barriles (860.000 m³) prestados a Astra Oil, ConocoPhillips, Placid Refining, Sh Oil Company y Premcor después dEl huracán Ivan.
- Septiembre-octubre 2005: 9,8 millones de barriles (1.560.000 m³) prestados a ExxonMobil, Placid Refining, Valero, BP, Marathon Oil y TotalEnergías después dEl huracán Katrina. Las compras de petróleo crudo se reanudarían en enero de 2009 utilizando los ingresos disponibles de la venta de emergencia dEl huracán Katrina de 2005.  DOE compró 10,7 millones de barriles (1 700 000 m³) a un costo de $553 millones.[41]
- Enero-Febrero 2006: 767.000 barriles (121.900 m³) prestados a Total Petrochemicals USA debido al cierre de la vía de Sabine-Neches a los buques de aguas profundas después de un accidente de barcaza en canal.[42]
- Junio 2006: 750.000 barriles (119.000 m³) de crudo agrio prestados a ConocoPhillips y Citgo debido al cierre durante varios días d Canal de Naves de Calcasieu causado por la liberación de una mezcla de agua de tormenta y petróleo. Se pagó a principios de octubre de 2006.
- Septiembre 2008: 6.000 barriles (100.000 m³) prestados a Citgo, Placid Refining y Marathon Oil debido a las interrupciones dEl huracán Gustav.[43]
- Agosto 2017: 200 000 barriles de crudo dulce y 300 000 barriles de cruda agria fueron prestados a Phillips 66 debido a las interrupciones del huracán Harvey.[44]

### Reducciones desde 2015
Desde 2015, el Congreso ha ordenado la venta de petróleo de la reserva para financiar el gasto federal. El Departamento de Energía de los Estados Unidos ha realizado al menos siete ventas desde 2017, vendiendo 132 millones de barriles, o aproximadamente el 18,2% de lo que había estado en la reserva.
Según la legislación ya vigente, la cantidad de petróleo en la reserva podría caer a 238 millones de barriles para 2028. Esto supondrá una reducción del 67% del petróleo en el depósito desde 2010.
La legislación se resume a continuación:
- La Ley de Presupuesto Bipartidista (Sección 404), promulgada en 2015, incluye la autorización para financiar un programa de modernización de SPR para apoyar mejoras que se consideren necesarias para preservar la integridad y utilidad a largo plazo de la infraestructura de SPR mediante la venta de hasta $ 2 mil millones de petróleo crudo de SPR en los años fiscales 2017 a 2020. Aunque los volúmenes estimados presentados en el gráfico anterior se basan en un precio del petróleo supuesto de 50 dólares por barril, los volúmenes de ventas finales reales dependerán de la forma en que SPR decida asignar los volúmanos de ventas durante esos años fiscales y el precio real del petróleo crudo en el momento de las ventas. Para las ventas de la Sección 404, SPR debe obtener un apropiación del Congreso para aprobar su objetivo de ingresos por ventas solicitado.[45]
- Otra sección de la Ley de Presupuesto Bipartisan (Sección 403), promulgada en 2015, obliga a las ventas de crudo de SPR para los años fiscales 2018 a 2025 en una base volumétrica, en lugar de en una base en dólares, como se especifica en la Sección 404. Los ingresos de las ventas autorizadas bajo la sección 403 se depositarán en el fondo general del Departamento del Tesoro de los Estados Unidos.[45]
- La Ley de Transporte de Superficie de Fixing America, promulgada en diciembre de 2015, exige ventas de SPR por un total de 66 millones de barriles desde los años fiscales 2023 hasta 2025.[45]
- La Ley de Cures del Siglo XXI, promulgada en diciembre de 2016, exige la venta de 25 millones de barriles de crudo SPR para los años fiscales 2017 a 2019. Se espera que la primera parte de estas ventas a finales de la primavera de 2017.[45]
- En diciembre de 2016,  DOE anunció que comenzaría la venta de 190 millones de barriles (30.000.000 m³) en enero de 2017.[36]
- La Ley de Recortes de Impuestos y Empleos de 2017, promulgada en diciembre de 2017, pide la venta de 7 millones de barriles durante el período de dos años del año fiscal 2026 a 2027.[16]
- La Ley de Presupuesto Bipartidista de 2018, promulgada en febrero de 2018, pide la venta de 30 millones de barriles durante el período de cuatro años del año fiscal 2022 hasta el año fiscal 2025, 35 millones de barrilas en el año fiscal 2026 y 35 millones de barricas en el año financiero 2027.[16]
- En noviembre de 2021, la Casa Blanca anunció la liberación de 50 millones de barriles (7.900.000 m) para abordar los altos precios de la gasolina.[46][47]
- El 1 de marzo de 2022, el presidente Biden anunció la liberación de 30 millones de barriles de petróleo de la reserva en respuesta a La invasión de Ucrania por parte de Rusia.[48]
- El 31 de marzo de 2022, el presidente Biden anunció que su administración liberaría 1 millón de barriles de petróleo por día de la reserva durante los próximos 180 días.[11][49]

## Lectura adicional
- Beaubouef, Bruce A. La reserva estratégica de petróleo: seguridad energética y política petrolera de Estados Unidos, 1975-2005 (Texas A&M University Press, 2007).
- Estrecho, Albert L. Reserva estratégica de petróleo (Nova Science Publishers, 2010).